# Киль
Киль (от нидерл. kiel) — нижняя горизонтальная балка (или балки), проходящая посередине днища судна (корабля) от носовой до кормовой его оконечности, и служащая для обеспечения прочности корпуса судна (корабля) и обеспечения устойчивости.
В других источниках указано что Киль м. исподний, основный брус судна (корабля), выдающийся в виде полоза; он образует основу средины днища, и на деревянных судах (кораблях) брус, служащий основанием судна (корабля) и тянущийся по всей его длине в нижней части по диаметральной плоскости, делается из прочного дерева (дуба, тика и так далее), а также основная продольная связь корабля (судна), располагаемая по всей его длине в нижней части по диаметральной плоскости. Ранее на Руси (в России) назывался Лыжа. В судостроении под килем помещается ещё доска (брус под килем, во всю длину его, сысподи), называемая фа́лшкиль, цель его — при посадке на мель предохранять киль от повреждений.

## История
На начало XX столетия, на деревянных судах (кораблях), киль делался из прочного дерева (дуба, тика и так далее), а на металлических судах из сплошной полосы прямоугольного сечения, и реже из листов в виде коробки.
Киль на деревянных судах состоит из выступающего наружу бруса, к которому прикрепляются шпангоуты, а на металлических его делают из вертикально поставленных листов, скрепляемых полосами углового железа с листами, положенными горизонтально.
На современных яхтах «килем» принято называть фальшкиль:
1. Тяжёлый свинцовый (или чугунный) балластный киль на килевых яхтах, препятствующий их крену и опрокидыванию.
2. Доски, брусья (или металлическая полоса), пришиваемые к килю деревянного судна для предохранения его от повреждений при касании о грунт.

У небольших парусных судов иногда использовали выдвижные, небольшой длины кили, которые убирали внутрь на мелководье, чтобы иметь возможность подойти ближе к берегу. Для уменьшения боковой качки во время движения судна служит бортовой киль, укреплённый непосредственно к борту корабля на скуловой части обвода.
- Киль: № (#) 16.
- Парусная яхта с чугунным фальшкилем.